# Madam Secretary
Madam Secretary is een Amerikaanse televisieserie, geschreven door Barbara Hall. De politieke dramaserie belicht de carrière van United States Secretary of State Dr. Elizabeth McCord, een personage gespeeld door Téa Leoni.
De eerste drie seizoenen bevatten samen 68 afleveringen die werden uitgezonden op CBS in de herfst van 2014, 2015 en 2016. Een vierde seizoen startte op 8 oktober 2017.

## Verhaallijn
McCord was twintig jaar analist voor de CIA met veel buitenlandse opdrachten alvorens ze een positie aannam als docent politieke wetenschappen aan de University of Virginia. Haar voormalige baas bij de CIA, Conrad Dalton, is intussen president van de Verenigde Staten en vraagt haar de positie van Secretary of State Vincent Marsh over te nemen na zijn overlijden in een vliegtuigongeluk. Elizabeths echtgenoot is voormalig piloot die voor de Marine werkte tijdens de operatie Desert Storm. Hij is intussen actief als hoogleraar theologie, maar zijn theologische achtergrond en talenkennis maken dat hij ook actief is als agent voor het National Security Agency. Samen hebben ze drie kinderen die door de carrières van hun ouders veel moeten ondergaan.
Op het politiek kabinet van Bess McCord werken verder Nadine Tolliver, haar kabinetschef, ook al actief bij haar voorganger Vincent Marsh met wie ze trouwens een geheime relatie had, persoonlijk assistent Blake Moran, persattaché Daisy Grant, speechschrijver Matt Mahoney en senior politiek adviseur Jay Whitman.
In het Witte Huis is het Russell Jackson die als Chief of Staff veelvuldig contact heeft met Elizabeth McCord.

## Rolverdeling
Legenda
 = Hoofdrol
 = Bijrol
 = Gastrol
 = Geen rol
| Téa Leoni          | Elizabeth "Bess" McCord   | 22 | 23 | 23 | 22 | 20 | 10 | 120 |
| Tim Daly           | Henry McCord              | 21 | 23 | 23 | 22 | 20 | 10 | 119 |
| Erich Bergen       | Blake Moran               | 22 | 23 | 23 | 22 | 20 | 10 | 120 |
| Geoffrey Arend     | Matt Mahoney              | 22 | 23 | 23 | 22 | 19 | 1  | 110 |
| Patina Miller      | Daisy Grant               | 22 | 23 | 23 | 16 | 18 | 6  | 108 |
| Željko Ivanek      | Russell Jackson           | 19 | 20 | 20 | 18 | 16 | 10 | 103 |
| Wallis Currie-Wood | Stephanie "Stevie" McCord | 20 | 19 | 17 | 17 | 16 | 10 | 99  |
| Sebastian Arcelus  | Jay Whitman               | 17 | 16 | 23 | 21 | 19 | 2  | 98  |
| Keith Carradine    | President Conrad Dalton   | 15 | 20 | 21 | 18 | 17 | 2  | 93  |
| Evan Roe           | Jason McCord              | 20 | 18 | 21 | 15 | 12 | 4  | 90  |
| Kathrine Herzer    | Alison McCord             | 21 | 22 | 20 | 11 | 14 | 1  | 89  |
| Bebe Neuwirth      | Nadine Tolliver           | 22 | 23 | 23 | 3  |    |    | 71  |
| Clifton Davis      | Ephraim Ware              |    | 9  | 10 | 9  | 9  | 5  | 42  |
| Mandy Gonzalez     | Lucy Knox                 |    | 13 | 10 | 7  | 4  |    | 42  |
| Kevin Rahm         | Michael Barnow            | 4  | 3  | 3  | 2  | 7  | 10 | 29  |
| Francis Jue        | Minister Chen             | 1  | 5  | 5  | 3  | 5  | 3  | 22  |
| Sara Ramirez       | Kat Sandoval              |    |    |    | 13 | 10 |    | 23  |